# Herbert May (Hausforscher)

Herbert May, 2023 im Freilandmuseum Bad Windsheim

Herbert May (* 26. September 1958 in Daun) ist ein deutscher Historiker, Hausforscher und Denkmalpfleger. Er leitet das Fränkische Freilandmuseum Bad Windsheim.

## Leben
Herbert May studierte Geschichte und Politikwissenschaft in Trier und an der Freien Universität Berlin, er schloss das Studium mit dem Magister artium ab. Es folgte 1992–1993 ein Aufbaustudium an der Otto-Friedrich-Universität Bamberg in Denkmalpflege. Bei Johannes Cramer wurde Herbert May an der Technischen Universität Berlin mit einer Doktorarbeit über die „Grundzüge des bäuerlichen Hausbaus um Nürnberg vom 16. Jahrhundert bis zum Ende des 18. Jahrhunderts“ 2011 zum Dr.-Ing. promoviert.

## Wirken

### Wissenschaft und Denkmalpflege
Von 1985 bis 1991 war Herbert May freiberuflich mit Museums-, Ausstellungs- und Publikationsprojekten mit lokalhistorischen Aspekten in Berlin beschäftigt. Danach war er für den Bezirk Unterfranken, diverse Architekturbüros und das Fränkische Freilandmuseum Bad Windsheim in der Bau- und Hausforschung tätig, seit 2000 als wissenschaftlicher Mitarbeiter auch für dessen Ausstellungs- und Verlagswesen. 2004–2009 wirkte er als Stadtheimatpfleger von Nürnberg.
Ab 2009 war er Stellvertretender wissenschaftlicher Leiter, seit 1. Januar 2011 ist er Leiter des Fränkischen Freilandmuseums Bad Windsheim. In diesem Amt folgte er Konrad Bedal nach. Er ist Redakteur der jährlich erscheinenden Zeitschrift für die fränkischen Freilandmuseen „Franken unter einem Dach – Zeitschrift für Volkskunde und Kulturgeschichte“. Herbert May ist Vorsitzender des Vereins Nürnberger Bauernhausfreunde. Seit 2000 ist er maßgebliches Mitglied und seit 2019 Sprecher der ARGE Ausstellung Süddeutscher Freilichtmuseen. Er ist Mitglied des erweiterten Vorstands des Vereins für Geschichte der Stadt Nürnberg. Seit 2015 ist Herbert May Geschäftsführer und Vorstandsmitglied des Arbeitskreises für Hausforschung e. V., er organisiert (mit Ariane Weidlich, Georg Waldemer u. a.) die Jahrestagungen der Regionalgruppe Bayern im Arbeitskreis für Hausforschung. Seit 2014 ist er Mitglied der Expertenkommission zum Immateriellen Kulturerbe Bayerns am Bayerischen Staatsministerium der Finanzen und für Heimat. Für den Verband Europäischer Freilichtmuseen hat er 2013 die 26. Konferenz in den Freilichtmuseen Bad Windsheim (Franken) und Glentleiten (Oberbayern) konzipiert und organisiert. Seit 2024 ist er Mitglied des Ortskuratoriums Nürnberg der Deutschen Stiftung Denkmalschutz.
Seit 2001 ist er Lehrbeauftragter am Institut für Archäologie, Bauforschung und Denkmalpflege der Universität Bamberg, mit Seminaren zum ländlichen Hausbau und zu den historischen Grundwissenschaften, u. a. Paläografie, Chronologie und Archivkunde, außerdem von 2006 bis 2019 am Lehrstuhl für Europäische Ethnologie/Volkskunde der Julius-Maximilians-Universität Würzburg, mit Lehrveranstaltungen zu Themen der Museumskunde, der volkskundlichen Sachkultur und der historischen Hausforschung.

### Bauten im Fränkischen Freilandmuseum
Herbert May hat zahlreiche Translozierungen veranlasst, verantwortet und wissenschaftlich begleitet. Die Baugruppe Technik und Gewerbe hat er grundlegend überarbeitet, die Baugruppe 20. Jahrhundert hat er initiiert. Die Errichtung des Kulturbauhofs als „Zentrum für historisches Handwerk und Denkmalpädagogik“ durch den Bezirk Mittelfranken hat er 2025 bis zur Fertigstellung geführt. 
Mays translozierte Gebäude im öffentlichen Teil des Museums:
- Baugruppe Süd, Altmühlfranken: Bauernhaus aus Reichersdorf (Aufbau 2009–2012)
- Baugruppe Ost, Regnitzfranken und Frankenalb: Bauernhaus (2009–2013) und Scheune (fertiggestellt 2025) aus Unterlindelbach
- Baugruppe West, Mainfranken und Frankenhöhe: Büttnerhaus aus Wipfeld (Abbau 2008–2009, Aufbau 2013–2015), Kapelle Rodheim (2010–2011) und Synagoge aus Allersheim (Abbau 2014–2015, Aufbau ab 2020–2025)
- Baugruppe Mittelalter: Hofhaus aus Stöckach (Abbau 2008, Aufbau 2010–2014) und Badhaus aus Wendelstein (Abbau 2012, Aufbau 2017–2020)
- Baugruppe Technik und Gewerbe: Rekonstruktion Kalkbrennofen (2017–2018) und Neuerrichtung Feldbahn (2017–2018) im rekonstruierten Muschelkalksteinbruch
- Baugruppe 20. Jahrhundert: Stahlhaus aus Nerreth (2007–2011), Behelfsheime aus Steinach a. d. Ens (2018–2024) und Ottenhofen (2015–2016)

## Veröffentlichungen (Auswahl)
- mit Birgit Jochens: Die Friedhöfe in Berlin-Charlottenburg. Geschichte der Friedhofsanlagen und deren Grabmalkultur, Berlin 1994
- Betrachtungen zum ländlichen Hausbau im nördlichen Bayern zwischen 1870 und 1930. In: Stein auf Stein. Ländliches Bauen zwischen 1870 und 1930, hg. von Geerd Dahms, Giesela Wiese und Rolf Wiese, Rosengarten-Ehestorf 1999, S. 131–170
- „Terrazzieri“ in Franken. Italienische Terrazzoleger und der Import eines vielseitigen Baustoffes. In: Fremde auf dem Land, hrsg. von Hermann Heidrich, Martin Ortmeier u. a., Bad Windsheim 2000, ISBN 3-926834-43-9, S. 101–134
- Der Nürnberger Fotograf Friedrich August Nagel (1876–1959). In: Konrad Bedal und Herbert May, Spuren vergangener bäuerlicher Welten Frankens aus der ersten Hälfte des 20. Jahrhunderts. Fotografien von Friedrich August Nagel aus dem Nürnberger Umland und der Frankenalb (=Schriften und Kataloge des Fränkischen Freilandmuseums 34), Bad Windsheim 2001, S. 9–14
- mit Konrad Bedal: Unter Dach und Fach. Häuserbauen in Franken vom 14. bis ins 20. Jahrhundert. Bad Windsheim 2002
- hrsg. mit Kilian Kreilinger: Alles unter einem Dach. Häuser, Menschen, Dinge. Festschrift für Konrad Bedal. Petersberg 2004
- Das Haus aus Stein. Zur Verwendung von Naturstein im historisch-ländlichen Hausbau Süddeutschlands. In: Echt, stark! Naturstein im ländlichen Bayern (=Begleitband zur gleichnamigen Ausstellung der ARGE Ausstellung Süddeutscher Freilichtmuseen), hg. von Max Böhm, Herbert May, Martin Ortmeier u. a., Finsterau 2006, ISBN 3-9805663-8-2, S. 187–218
- Gasthäuser: Geschichte und Kultur. Petersberg (Imhof) 2004
- Hrsg.: Zwangsarbeit im ländlichen Franken 1939–1945. Bad Windsheim 2008 (=Schriften und Kataloge des Fränkischen Freilandmuseums in Bad Windsheim 54), ISBN 978-3-926834-69-0[4]
- mit Konrad Bedal und Beate Partheymüller: Aufgemöbelt! Die schönsten Möbel aus der Sammlung des Fränkischen Freilandmuseums Bad Windsheim. Bad Windsheim 2009
- Als das Mittelalter auf dem Land in den 1960er Jahren zu Ende ging. Der Abschied vom alten Dorf und das neue Bauen in der „Umbruchzeit“. In: Umbruchzeit. Die 1960er und 1970er Jahre auf dem Land. Siedlung – Architektur – Wohnen, hg. von Michaela Eigmüller und Herbert May, Bad Windsheim 2011
- Evangelische Pfarrhäuser in Bayern von 1800 bis 1945. In: Evangelische Pfarrhäuser in Bayern, hg. von Hans-Peter Hübner, Herbert May, Klaus Raschzok, München 2017, S. 73–108
- Marktplatz statt Kaserne. Zur Architektur ländlicher Verbandsschulen in Bayern um 1970. In: Griffel, Füller, Tintenkiller. Volksschulen im ländlichen Bayern 1945–1970, hg. von Michaela Eigmüller und Herbert May, Bad Windsheim 2013, S. 189–209
- hrsg. mit Markus Rodenberg: Der Reichswald. Holz für Nürnberg und seine Dörfer. Bad Windsheim 2013
- Grundzüge des bäuerlichen Hausbaus um Nürnberg vom 16. Jahrhundert bis zum Ende des 18. Jahrhunderts. Bad Windsheim (Verlag Fränkisches Freilandmuseum) 2013 (= Dissertation Technische Universität Berlin 2011), ISBN 978-3-926834-86-7
- Warme Stube, trockene Wand. Historische Befunde zu Wärmedämmung und Wetterschutz. In: Gutes Wetter – schlechtes Wetter (=Begleitband zur gleichnamigen Ausstellung der ARGE Ausstellung Süddeutscher Freilichtmuseen), hg. von Birgit Angerer, Herbert May, Martin Ortmeier u. a., Finsterau 2013, S. 73–81
- Hrsg. mit Georg Waldemer und Ariane Weidlich: Neues aus der Hausforschung in Bayern. Bad Windsheim (Verlag Fränkisches Freilandmuseum) 2015 (=Quellen und Materialien zur Hausforschung in Bayern 16; Schriften und Kataloge des Fränkischen Freilandmuseums in Bad Windsheim 75)
- mit Konrad Bedal: Private Badstuben in Haus und Hof. In: Sauberkeit zu jeder Zeit! Hygiene auf dem Land (=Begleitband zur gleichnamigen Ausstellung der ARGE Ausstellung Süddeutscher Freilichtmuseen), hg. von Jan Borgmann, Martin Ortmeier u. a., Petersberg 2019, ISBN 978-3-7319-0837-1, S. 59–69
- mit Konrad Bedal, Simon Kotter und Beate Partheymüller: Häuser aus Franken. Museumshandbuch für das Fränkische Freilandmuseum des Bezirks Mittelfranken in Bad Windsheim. Bad Windsheim 2019
- Öffentliche Badhäuser in Franken ab dem späten Mittelalter. In: …dem ist sein paden nuetz und guet. Badhäuser und Bader in Franken, hg. von Dieter Gottschalk, Susanne Grosser, Johanna Kemmler, Herbert May und Ralf Rossmeissl, Bad Windsheim 2022, S. 16–47
- „…der meiste Theil der Burgerschafft daheimen ihr eigene Badtstüblein haben“. Private Badstuben in Stadt und Land. In: …dem ist sein paden nuetz und guet. Badhäuser und Bader in Franken, hg. von Dieter Gottschalk, Susanne Grosser, Johanna Kemmler, Herbert May und Ralf Rossmeissl, Bad Windsheim 2022, S. 298–317
- hrsg. mit Thomas Eißing und Markus Rodenberg: Wiederaufbau nach Katastrophen und der Hausbau im 17. Jahrhundert. Petersberg 2022 (=Jahrbuch für Hausforschung, Bd. 66)
- Nur noch Tankstellen? Ein Blick auf das aktuelle Baugeschehen in den deutschen Freilichtmuseen. In: Gestern noch Alltag. Musealisierung von Zeitgeschichte. Eine Festschrift für Josef Mangold, hg. von Ute Herborg, Raphael Thörmer, Carsten Vorwig, Kommern 2022, S. 51–70
- Freilichtmuseen und Denkmalpflege in Bayern. Rückblick auf ein ambivalentes Verhältnis. In: Vom Säen und Ernten. Monika Kania-Schütz und ihr Wirken für die Freilichtmuseen Glentleiten und Amerang des Bezirks Oberbayern, hg. von Claudia Richartz und Elisabeth Tworek, München 2022, S. 79–98
- Zur Bau- und Nutzungsgeschichte von Rinder- und Pferdestallungen in Bayern vom 18. bis 20. Jahrhundert. In: Tierisch nützlich. Der Mensch und sein Vieh (=Begleitband zur gleichnamigen Ausstellung der ARGE Ausstellung Süddeutscher Freilichtmuseen), hg. von Herbert May und Markus Rodenberg. Petersberg 2023, ISBN 978-3-7319-1349-8, S. 208–243
- Schulbauten zwischen 1950 und 1970 im ländlichen Franken. Ein Überblick.  In: Dorfmoderne. Bauten der ländlichen Infrastruktur 1950–1980, Band 1, Bad Windsheim 2023, hg. von Herbert May und Markus Rodenberg: S. 199–223
- hrsg. mit Saskia Müller: Landsynagogen in Franken. Das Beispiel der jüdischen Gemeinde in Allersheim, Petersberg 2023
- mit Beate Partheymüller: „Im Großen und Ganzen ist man eigentlich gut auskomma“. Bad Windsheim und seine „Gastarbeiter“. Ein Stimmungsbild der Zeit. In: Franziska Beck, Zweite Heimat Franken. Migrationsgeschichten in Bad Windsheim und im ländlichen Mittelfranken 1960–1990, hg. von Michaela Eigmüller, Beate Partheymüller und Markus Rodenberg, Bad Windsheim 2023, S. 232–271
- Die Ziegelhütte im Fränkischen Freilandmuseum Bad Windsheim. Produktion, Vermittlung, Sammlung. In: Gut Brand! Historisches Ziegelhandwerk in Forschung und Vermittlung. Tagungsband zur internationalen Ziegeltagung vom 3. bis 4. September 2021 im Schweizerischen Freilichtmuseum Ballenberg, hg. von Volker Herrmann und Beatrice Tobler, Basel 2023, S. 63–72